# Søren Højgaard Jensen
Søren Højgaard Jensen (født 27.03.1975) er professor ved Institut for Energi, Aalborg Universitet. Hans forskningsområde er højtemperaturelektrolyse. Han underviser i Impedansspektroskopi, SOEC og SOFC og har tidligere forsket i batterier.

## Familie
Søren Højgaard Jensens bedstefar, Henning Højgaard Jenssen, var også professor i fysik og hans onkel, Jens Højgaard Jensen, er lektor ved IMFUFA, Institut for Naturvidenskab og miljø, Roskilde Universitet, hvor han blandt andet også har deltaget i opbygningen af RUC som dekan. Han er desuden fætter med, Tomas Højgaard Jensen, som er forfatter til matematikbogserien ”Matematrix”.  

## Uddannelses og karriere
Søren Højgaard Jensen har en kandidatgrad i fysik fra Københavns Universitet (2003) og en Ph.d. fra Danmarks Tekniske Universitet (DTU) (2007). Herefter var han seniorforsker ved DTU (2011-2018) og fra 2013 til 2016 var han formand for Dansk Batteriselskab. Han har også været Visiting Scholar ved Northwestern University, McCormick School of Engineering (2012-2013) og Colorado School of Mines, Department of Mechanical Engineering (2019-2020). Han blev ansat ved Aalborg Universitet i 2019 og har været CEO for DynElectro ApS siden 2018, som han også er stifter af.  

## Udvalgte publikationer
- S.H. Jensen, Systems and Methods for Generating Synthesis Gas for Ammonia Production. Patent.EP128910JH242
- S.H. Jensen, C. Graves, M. Mogensen. Electrolysis System with Controlled Thermal Profile. Patent.PCT/EP2020/059508.
- S.H. Jensen, H. Langnickel, N. Hintzen, M. Chen, X. Sun, A. Hauch, G. Butera, L.R. Clausen, Reversibleoperation of a pressurized solid oxide cell stack using carbonaceous gases, J. Energy Storage, 22, 106-115(2019)
- G. Butera, S.H. Jensen, L. R. Clausen, A novel system for large-scale storage of electricity as syntheticnatural gas using reversible pressurized solid oxide cells. Energy, 166, 738-754 (2019)
- S.H. Jensen, X. Sun, S.D. Ebbesen, M. Chen, Pressurized Operation of a Planar Solid Oxide Cell Stack. FuelCells, 16, 205-218 (2016)
- S.H. Jensen, C. Graves, M. Mogensen, C. Wendel, R. Braun, G. Hughes, Z. Gao and S. A. Barnett. Large-scale electricity storage utilizing reversible solid oxide cells combined with underground storage of CO2and CH4. Energy & Env. Sci. 8, 2471-2479 (2015)